# Apac
Apac – miasto w Ugandzie, stolica dystryktu Apac.